# 1503
1503 (MDIII) var ett normalår som började en söndag i den julianska kalendern.

## Händelser

### Maj
- Maj – Hemming Gadh erövrar Kalmar från danskarna.

### September
- 22 september – Sedan Alexander VI har avlidit den 18 augusti väljs Francesco Todeschini Piccolomini till påve och tar namnet Pius III. Han avlider dock efter endast en månad på posten.

### November
- 1 november – Sedan Pius III har avlidit den 18 oktober väljs Giuliano della Rovere till påve och tar namnet Julius II.

### Okänt datum
- Portugiserna annekterar Zanzibar.[1]
- Nicolaus Copernicus promoveras i Ferrara till doktor i juridik och teologi (kanonisk rätt).
- Leonardo da Vinci målar Mona Lisa.

## Födda
- 12 augusti – Kristian III, kung av Danmark och Norge 1534–1559.
- 24 oktober – Isabella av Portugal, spansk drottning och regent.
- 17 november – Agnolo Bronzino, italiensk målare.
- 14 december – Nostradamus, fransk astrolog, matematiker och läkare.
- Engel Korsendochter, nederländsk katolsk aktivist.
- Susannah Hornebolt, engelsk målare.

## Avlidna
- 11 februari – Elizabeth av York, drottning av England sedan 1486 (gift med Henrik VII)
- 18 augusti – Alexander VI, född Rodrigo Lanzol-Borja y Borja, påve sedan 1492.
- 18 oktober – Pius III, född Francesco Todeschini Piccolomini, påve sedan 22 september detta år.
- 14 december – Sten Sture den äldre, svensk riksföreståndare 1470–1497 och sedan 1501 (död i Jönköping).
- Anacaona, haitisk drottning och poet.

### Fotnoter
1. ↑  World Statesmen